# DEEN PERFECT SINGLES +
『DEEN PERFECT SINGLES +』（ディーン・パーフェクト・シングルズ・プラス）は、DEENの14作目のアルバム。

## 作品の解説
- DEENがデビュー以来リリースしてきた全てのオリジナルシングルと、新曲1曲とボーナス・トラックを収録したベストアルバム。
- B-Gram RECORDS、BERG レーベル所属時代の作品も収録されている為『Special Thanks to Being, INC.』と記載されている。
- 新曲「明日へ続く道」と「ANOTHER LIFE」のミュージシャンのクレジットが前作と同様に記載されていない。
- 初回盤にはPremium DVD「THE GREATEST CLIPS 2003-2007」が付属する。これは2003年発売のビデオクリップ集「DEEN THE GREATEST CLIPS 1993-1998」、「DEEN THE GREATEST CLIPS 1998-2002」の続編にあたる作品となる。
- 同時期のアルバムに比べると音量が抑えめに収録されている。

## 収録曲

### DISC-I 1993-1998
1. このまま君だけを奪い去りたい
  - 作詞:上杉昇　作曲:織田哲郎　編曲:葉山たけし

1stシングル。WANDSの上杉昇の提供作。
2. 翼を広げて
  - 作詞:坂井泉水　作曲:織田哲郎　編曲:葉山たけし

2ndシングル。ZARDの坂井泉水の提供作。
3. Memories
  - 作詞:池森秀一、井上留美子　作曲:織田哲郎　編曲:葉山たけし

3rdシングル。
4. 永遠をあずけてくれ
  - 作詞:川島だりあ　作曲:栗林誠一郎　編曲:葉山たけし

4thシングル。
5. 瞳そらさないで
  - 作詞:坂井泉水　作曲:織田哲郎　編曲:葉山たけし

5thシングル。坂井泉水の提供作。
6. Teenage dream
  - 作詞:坂井泉水　作曲:栗林誠一郎　編曲:葉山たけし

6thシングル。坂井泉水の提供作。
7. 未来のために
  - 作詞:池森秀一　作曲:池森秀一、宇津本直紀　編曲:古井弘人

7thシングル。
8. LOVE FOREVER
  - 作詞:山本ゆり　作曲:田川伸治　編曲:葉山たけし

8thシングル。両A面であったが、『SINGLES+1』と同様に『少年』は収録されなかった。
9. ひとりじゃない
  - 作詞:池森秀一　作曲:織田哲郎　編曲:古井弘人

9thシングル。
10. SUNSHINE ON SUMMER TIME
  - 作詞:池森秀一　作曲:宇津本直紀　編曲:古井弘人

10thシングル。
11. 素顔で笑っていたい
  - 作詞:池森秀一　作曲:織田哲郎　編曲:池田大介

11thシングル。
12. 君がいない夏
  - 作詞:小松未歩　作曲:小松未歩　編曲:池田大介

12thシングル。小松未歩の提供作。
13. 夢であるように
  - 作詞:池森秀一　作曲:DEEN　編曲:池田大介

13thシングル。
14. 遠い空で
  - 作詞:小松未歩　作曲:吉江一男、小松未歩　編曲:池田大介

14thシングル。小松未歩の提供作に吉江一男が参加した作品。
15. 君さえいれば
  - 作詞・作曲:小松未歩　編曲:池田大介

15thシングル。
16. 手ごたえのない愛
  - 作詞・作曲:小松未歩　編曲:徳永暁人

16thシングル。

※01-15 Licensed by B-Gram RECORDS, INC.

### DISC-II 1999-2006+(プラス)
1. 遠い遠い未来へ
  - 作詞:AZUKI七　作曲:大野愛果　編曲:古井弘人

17thシングル。ビーイングによる最後のプロデュース曲。アルバム初収録。
2. JUST ONE
  - 作詞・作曲:池森秀一　編曲:DEEN・池田大介（ストリングスアレンジ）

18thシングル。このシングルからセルフプロデュースとなる。
3. MY LOVE
  - 作詞:池森秀一　作曲:山根公路・宇津本直紀　編曲:DEEN

19thシングル。シングルバージョンはアルバム初収録。
4. Power of Love
  - 作詞:池森秀一　作曲:DEEN　編曲:DEEN

20thシングル。
5. 哀しみの向こう側
  - 作詞:池森秀一　作曲:池森秀一・山根公路　編曲:DEEN

21stシングル。
6. Birthday eve 〜誰よりも早い愛の歌〜
  - 作詞:池森秀一　作曲:山根公路　編曲:DEEN・時乗浩一郎

24thシングル。
7. 翼を風に乗せて〜fly away〜
  - 作詞:池森秀一　作曲:鈴木寛之　編曲:DEEN

25thシングル。シングルバージョンはアルバム初収録。
8. 太陽と花びら
  - 作詞:池森秀一　作曲:池森秀一・時乗浩一郎　編曲:DEEN・大平勉

26thシングル。シングルバージョンはアルバム初収録。
9. ユートピアは見えているのに
  - 作詞:池森秀一　作曲:土田則行　編曲:DEEN・大平勉

27thシングル。シングルバージョンはアルバム初収録。
10. レールのない空へ
  - 作詞:池森秀一　作曲:鈴木寛之　編曲:DEEN・鈴木寛之

28thシングル。
11. STRONG SOUL
  - 作詞:池森秀一　作曲:山根公路　編曲:DEEN・時乗浩一郎

29thシングル。
12. 愛の鐘が世界に響きますように…
  - 作詞:池森秀一　作曲:山根公路　編曲:DEEN・大平勉

30thシングル。亀渕友香&Voices of JapanとDEENがコラボレートした作品。アルバム初収録。
13. Starting Over
  - 作詞:池森秀一　作曲:織田哲郎　編曲:葉山たけし

32ndシングル。
14. ダイヤモンド
  - 作詞:池森秀一　作曲:山根公路・池森秀一　編曲:CHOKKAKU

33rdシングル。
15. 明日へ続く道
  - 作詞:池森秀一　作曲・編曲：田川伸治

新曲。
16. ANOTHER LIFE
  - 作詞:池森秀一　作曲：Kim Hyung Suk　編曲：DEEN・池田大介　訳詞:Romeo V Gonzaga

ボーナストラック。

### Premium DVD「THE GREATEST CLIPS 2003-2007」(初回盤のみ)
SINGLE CLIPS
1. 翼を風に乗せて ～fly away～
2. 太陽と花びら
3. ユートピアは見えてるのに
4. レールのない空へ
5. STRONG SOUL
6. 愛の鐘が世界に響きますように…
7. このまま君だけを奪い去りたい
8. Starting Over
9. ダイヤモンド

CLASSICS CLIPS
1. 夢の蕾
2. Smile Blue
3. このまま君だけを奪い去りたい ～Acoustic version～

OTHER CLIPS
1. 星の雫
2. OCEAN (Japanese Version)
3. OCEAN (Korean Version)
4. White Christmas
5. LOOKIN' FOR THE UTOPIA -DEEN IN U.S.A.-

TV SPOT
1. 翼を風に乗せて ～fly away～
2. 太陽と花びら
3. ユートピアは見えてるのに
4. レールのない空へ
5. STRONG SOUL
6. 愛の鐘が世界に響きますように…
7. このまま君だけを奪い去りたい
8. Starting Over
9. ダイヤモンド
10. 夢の蕾
11. Smile Blue
12. UTOPIA
13. ROAD CRUISIN'
14. DEEN The Best キセキ
15. Diamonds
16. DEEN The Best クラシックス
17. DEEN LIVE JOY COMPLETE 2002-2004